# دريجات

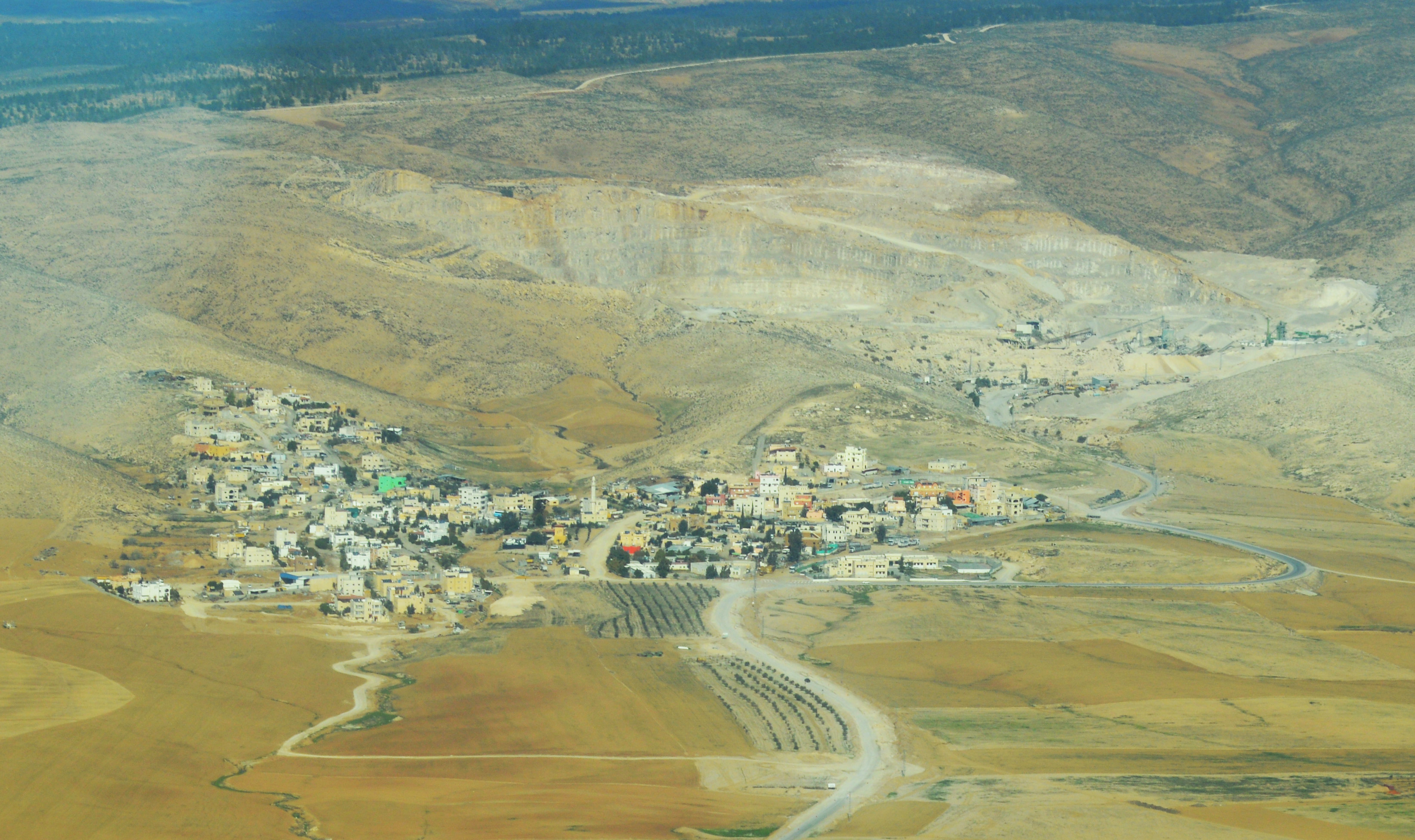
بلدة دريجات

دريجات هي قرية عربية من فلسطين التاريخية تقع ضمن الجزء الذي جرى تخصيصه لإسرائيل بموجب قرار تقسيم فلسطين الذي صدر عن الأمم المتحدة. تقع في صحراء النقب بالقرب من مدينة عراد ، بين كسيفة وغابة يتير ، وهي تخضع لسلطة المجلس الإقليمي القيصوم. في عام 2019 ، بلغ عدد سكانها 1244 نسمة.

## التاريخ
بحسب سكانها أنشئت بلدة دريجات في القرن التاسع عشر. وهي كباقي عشرات البلدات العربية الأخرى في صحراء النقب كانت قرية غير معترف بها حتى عام 2004 ، عندما انضمت إلى مجلس أبو بسمة الإقليمي. وهي القرية العربية الوحيدة في النقب غير بدوية. ينحدر سكانها من سلالة طويلة من الفلاحين.
في عام 2009 ، تم توصيل القرية بشبكة المياه الوطنية ، لكنها لا تزال غير متصلة بشبكة الكهرباء. ref name=HA/> في عام 2005 ، أصبحت المدينة الأولى في العالم التي يتم تجهيزها بنظام الطاقة الشمسية متعدد الأغراض لتوفير الطاقة للقرية بأكملها والحد من التلوث.  المسجد الوحيد الذي يعمل بالطاقة الشمسية في الشرق الأوسط يقع أيضًا في القرية.